# Miaow (album)
Miaow è il quarto album dei The Beautiful South, pubblicato nel marzo del 1994.
Le canzoni, scritte da Dave Rotheray e Paul Heaton riflettono un momento di depressione nella vita di Heaton, che continuerà con l'album successivo, Blue is the Colour.
La traccia di apertura "Hold on to What?" può essere interpretata come una critica alle classi dirigenti, specialmente sul finale della canzone, dove Heaton canta
'Chamberlain had his paper, Jesus had his cross, They held on, We held on to what?'  ovvero  'Il ciambellano ha la sua carta, Gesù la sua croce, loro resistono, noi resistiamo a cosa?' .
La canzone portò anche la prima cantante del gruppo, Briana Corrigan, a lasciare rapidamente il gruppo, dopo che Heaton le inviò diverse copie delle canzoni come "Mini-correct" e "Worthless Lie", sostituita dall'allora sconosciuta Jaqui Abbott.
La copertina dell'album inizialmente rappresentava una serie di cani in un auditorium con un grammofono sul palco. Tuttavia HMV obiettò che il disegno ricalcava marcatamente il suo logo, Nipper, e la band decise per la seconda copertina, disegnata da Michael Sowa, che raffigurava quattro cani in una barca.
Ha raggiunto la 6ª posizione nella classifica britannica.

## Singoli
- Good As Gold #Everybody's Talkin'
- Prettiest Eyes

## Tracce
1. "Hold on to What?"
2. "Good as Gold (Stupid as Mud)"
3. "Especially for You"
4. "Everybody's Talkin'" (Fred Neil)
5. "Prettiest Eyes"
6. "Worthless Lie"
7. "Hooligans Don't Fall in Love"
8. "Hidden Jukebox"
9. "Hold Me Close (Underground)"
10. "Tattoo"
11. "Mini-Correct"
12. "Poppy"